# Half a Sixpence
Half a Sixpence ist ein Musical in zwei Akten von David Heneker (Musik & Liedtexte) und Beverley Cross (Buch). Es basiert auf dem Roman „Kipps“ von H. G. Wells aus dem Jahr 1905 und feierte seine Premiere 1963 im Londoner Cambridge Theatre. Die Broadway-Premiere war im Jahr 1965 im Broadhurst Theatre.
Im Jahr 2016 produzierte Cameron Mackintosh ein überarbeitetes Revival, für das er nach der bereits erfolgreichen Zusammenarbeit bei Mary Poppins wiederum George Stiles für zusätzliche Musiktitel, Anthony Drewe für Liedtexte und Julian Fellowes für die Überarbeitung des Buchs verpflichtete. Dieses Revival wurde von November 2016 bis September 2017 im Londoner Noël Coward Theatre gespielt.

## Handlung
Arthur Kipps, Kaufmannslehrling bei Tuchhändler Shalford, fühlt sich nicht sehr wohl in seinem Job und kommt auch nicht sonderlich gut mit seinem Chef zurecht. Er empfindet sehr viel für Ann Pornick, die Schwester seines Kollegen und Freundes Sid. Als Zeichen der Zusammengehörigkeit übergibt er ihr die Hälfte einer Sixpence-Münze, während er die andere Hälfte für sich behält.
Plötzlich macht Arthur Kipps eine größere Erbschaft, die ihm Ansehen verschafft und wodurch er Zugang zur „besseren Gesellschaft“ findet. Er genießt das sorgenfreie Leben und die Aufmerksamkeit, die er erfährt. Als er die aus reichem Hause stammende Helen Walsingham kennenlernt, die ihn sehr beeindruckt, hält er schließlich um ihre Hand an und Helen willigt ein, ihn zu heiraten. Als Ann, die mittlerweile als Dienstmädchen arbeitet, davon erfährt, ist sie traurig und wütend und wirft Arthur schließlich ihren halben Sixpence vor die Füße.
Das Zusammentreffen mit Ann lässt Arthur nachdenklich werden und er kommt sich in den vornehmen, aber oberflächlichen Kreisen deplatziert vor. Als er Sid und weitere alte Freunde trifft, albert er mit ihnen herum und blüht wieder richtig auf. Als die Familie Walsingham ihm deshalb Vorwürfe macht und sein – ihrer Meinung nach – unstandesgemäßes Verhalten kritisiert, kehrt Arthur ihnen den Rücken und heiratet schließlich Ann.
Gemeinsam mit Ann will er einen schönen Buchladen eröffnen, doch dann erfährt er, dass Helen Walsinghams Bruder die ihm anvertraute Erbschaft verspekuliert und fast das gesamte Geld verloren hat. Es bleibt nur wenig Geld für einen kleinen, bescheidenen Buchladen übrig, doch Arthur und Ann sind glücklich mit ihrem gemeinsamen Leben.

## Musiktitel

### Original
1. Akt
- „All in The Cause of Economy“ – Arthur Kipps, Sid Pornick, Buggins & Pearce
- „Half a Sixpence“ – Arthur Kipps & Ann Pornick
- „Money to Burn“ – Arthur Kipps, Laura & The Men
- „A Proper Gentleman“ – Arthur Kipps, Sid Pornick, Buggins, Pearce & Shopgirls
- „She's Too Far Above Me“ – Arthur Kipps
- „If The Rain's Got to Fall“ – Arthur Kipps, Pearce, Sid Pornick, Buggins, Shopgirls, Singers & Dancers
- „The Old Military Canal“ – Singers

2. Akt
- „A Proper Gentleman“ (Reprise) – Arthur Kipps, Mrs. Walsingham, Helen Walsingham, Mrs. Botting, Young Walsingham & Party Guests
- „The One That's Run Away“ – Chitterlow & Arthur Kipps
- „Long Ago“ – Arthur Kipps & Ann Pornick
- „Flash Bang Wallop“ – Arthur Kipps, Ann Pornick, Chitterlow, Mr. Shalford, Pearce, Sid Pornick, Buggins, Shopgirls & Singers
- „I Know What I Am“ – Ann Pornick
- „The Party's On the House“ – Arthur Kipps, Pearce, Sid Pornick, Buggins, Shopgirls, Singers & Dancers
- „Half a Sixpence“ (Reprise) – Arthur Kipps & Ann Pornick
- „All in the Cause of Economy“ (Reprise) – Flo, Pearce, Sid Pornick & Buggins
- „Finale“ – Gesamtes Ensemble

### Revival 2016
Es wurden einige der Titel von David Heneker aus der ursprünglichen Fassung beibehalten. Die neuen Titel stammen von George Stiles (Musik) und Anthony Drewe (Liedtexte).
1. Akt
- „Half a Sixpence“ – Arthur Kipps & Ann Pornick
- „Look Alive“ – Ensemble
- „Money to Burn“ – Arthur Kipps, Mr. Shalford, Sid Pornick, Buggins, Pearce & Flo
- „Believe in Yourself“ – Arthur Kipps & Helen Walsingham
- „She's Too Far Above Me“ – Arthur Kipps
- „Money to Burn“ (Reprise) – Arthur Kipps & Ann Pornick
- „A Proper Gentleman“ – Arthur Kipps, Sid Pornick, Buggins, Pearce & Flo
- „Half a Sixpence“ (Reprise) – Arthur Kipps & Ann Pornick
- „Long Ago“ – Ann Pornick
- „Back the Right Horse“ – Chitterlow & Ensemble
- „Just a Few Little Things“ – Helen Walsingham & Arthur Kipps
- „A Little Touch of Happiness“ – Ann Pornick & Flo
- „If The Rain's Got to Fall“ – Mrs. Walsingham, Arthur Kipps, Foster, Helen Walsingham, Lady Punnet & Ensemble

2. Akt
- „The One That's Run Away“ – Chitterlow & Arthur Kipps
- „Pick Out a Simple Tune“ – Arthur Kipps & Ann Pornick
- „You Never Get Anything Right / I Know Who I Am“ – Arthur Kipps & Ann Pornick
- „We'll Build a Palace / I Only Want a Little House“ – Arthur Kipps, Helen Walsingham, Mrs. Walsingham & James Walsingham
- „In the Middle There's Me“ – Arthur Kipps, Buggins, Sid Pornick & Pearce
- „Long Ago“ (Reprise) – Arthur Kipps & Ann Pornick
- „Flash Bang Wallop“ – Arthur Kipps, Ann Pornick, Mr. Shalford, Pearce, Sid Pornick, Buggins, Flo, Photographer & Ensemble
- „Flash Bang Wallop“ (Reprise)- Chitterlow, Arthur Kipps, Ann Pornick, Mr. Shalford, Pearce, Sid Pornick, Buggins, Flo, Photographer & Ensemble
- „Finale“ – Gesamtes Ensemble

## Aufführungen
Original
- ab 21. März 1963 (677 Vorstellungen): Cambridge Theatre, London.
- 25. April 1965 (4 Previews ab 15. April 1965) – 16. Juli 1966 (511 Vorstellungen): Broadhurst Theatre, New York.

Revival
Zunächst gab es eine Tryout-Phase in Chichester. Die anschließende Londoner Spielzeit sollte zunächst nur bis 11. Februar 2017 gehen. Aufgrund der hervorragenden Kritiken und hohen Besucherzahlen wurde die Spielzeit insgesamt dreimal verlängert, so dass die letzte Vorstellung erst am 2. September 2017 war.
- 14. Juli 2016 – 2. September 2016: Chichester Festival Theatre, Chichester, England.
- 17. November 2016 (Previews ab 29. Oktober 2016) – 2. September 2017: Noël Coward Theatre, London.

## Premieren-Besetzungen
Original-Produktion
| Rolle            | London 1963       | New York 1965  |
| ---------------- | ----------------- | -------------- |
| Arthur Kipps     | Tommy Steele      | Tommy Steele   |
| Chitterlow       | James Grout       | James Grout    |
| Ann Pornick      | Marti Webb        | Polly James    |
| Helen Walsingham | Anna Barry        | Carrie Nve     |
| Mrs Walsingham   | Jessica James     | Ann Shoemaker  |
| Sid Pornick      | John Bull         | Will Mackenzie |
| Flo              | Sheila Reid       | Michele Hardy  |
| Buggins          | Colin Farrell     | Norman Allen   |
| Pearce           | Anthony Valentine | Grover Dale    |

Revival 2016/2017
| Rolle                                 | Chichester 2016      | London 2016          |
| ------------------------------------- | -------------------- | -------------------- |
| Arthur Kipps                          | Charlie Stemp        | Charlie Stemp        |
| Chitterlow                            | Ian Bartholomew      | Ian Bartholomew      |
| Ann Pornick                           | Devon Elise-Johnson  | Devon Elise-Johnson  |
| Helen Walsingham                      | Emma Williams        | Emma Williams        |
| Mrs Walsingham                        | Vivien Parry         | Vivien Parry         |
| Lady Punnet                           | Jane How             | Jane How             |
| James Walsingham / Photographer       | Gerard Carey         | Gerard Carey         |
| Swing                                 | David Birch          | David Birch          |
| Mrs Bindo-Bott                        | Kimberly Blake       | Kimberly Blake       |
| Uncle Bert                            | James Paterson       | David Burrows        |
| Head Waiter / Assistant Dance Captain | Nick Butcher         | Nick Butcher         |
| Shalford / Foster                     | Jon Conroy           | Jon Conroy           |
| Mrs Wace / Dance Captain              | Jaye Julliet Elster  | Jaye Julliet Elster  |
| Mr Wace                               | Tim Hodges           | Tim Hodges           |
| Sid Pornick                           | Alex Hope            | Alex Hope            |
| Flo                                   | Bethany Huckle       | Bethany Huckle       |
| Swing                                 | Samantha Hull        | Samantha Hull        |
| Mary                                  | Rebecca Jayne Davies | Rebecca Jayne Davies |
| Miss Ross                             | Jenifer Louise Jones | Jenifer Louise Jones |
| Policeman                             | Philip Marriott      | Philip Marriott      |
| Carshot / Maxwell                     | Harry Morrison       | Harry Morrison       |
| Buggins                               | Sam O' Rourke        | Sam O' Rourke        |
| Pearce                                | Callum Train         | Callum Train         |
| Mildred                               | Lauren Varnham       | Lauren Varnham       |
| Aunt Susan / Lady Dacre               | Annie Wensak         | Annie Wensak         |

## Verfilmung
Das Musical wurde 1967 von George Sidney unter gleichem Namen verfilmt. Die Hauptrolle des Arthur Kipps spielte, wie schon zuvor in den Bühnenversionen in London und in New York, Tommy Steele. In der Filmversion wurde der Titel „I'm Not Talking To You“, der für die Broadway-Fassung entfernt wurde, wieder eingefügt. Außerdem wurden für den Film zwei neue Titel geschrieben: „Lady Botting's Boating Regatta Cup Racing Song (The Race is On)“ und „This is My World“.

## Tonträger
Original-Produktion
- 1963: Half a Sixpence – Original London Cast (Decca)
- 1965: Half a Sixpence – Original Broadway Cast Recording (RCA Victor)
- 2017: Half a Sixpence – The Original 1962 Demo Recordings (Stage Door)

Film
- 1968: Half a Sixpence – An Original Soundtrack Recording, Conducted by Irwin Kostal (RCA Victor)

Revival 2016 / 2017
- 2016: Half a Sixpence – The New 2016 London Cast Recording (First Night Records, Live-Aufnahme)